# Comuna de Atalaya (Cúcuta)
Atalaya (oficialmente: Ciudadela Juan Atalaya) es el nombre que recibe en conjunto las comunas 7 (Noroccidental) y 8 (Occidental) de la ciudad colombiana de Cúcuta. Le fue dado ese nombre en honor al español Juan Atalaya Pizano que donó estos terrenos para que se expandiera la ciudad hacia ese sector.
Atalaya actualmente es el sector más populoso de la ciudad donde habitan más de 400 000 personas, es paso hacia el norte y occidente del departamento de Norte de Santander.
Se ha planteado la idea de que la comuna sea un nuevo municipio, pero no se ha concretado.

## Subdivisión
La ciudadela de Juan Atalaya se divide por la ruta nacional 70 en las comunas 7 y 8, que a su vez se dividen en alrededor de 34 barrios menores, los cuales son:
| Buenos Aires             |
| Camilo Daza              |
| Claret                   |
| Comuneros                |
| Crispín Duran            |
| Chapinero                |
| El Paraíso               |
| Juan Bautista Scalabrini |
| La Florida               |
| La Hermita               |
| La Laguna                |
| La Primavera             |
| Las Américas             |
| Motilones                |
| Nueva Colombia           |
| Ospina Pérez             |
| Rosal del Norte          |
| Tucunaré                 |

| 7 de Agosto          |
| 13 de Mayo           |
| Atalaya (Etapa 1)    |
| Atalaya (Etapa 2)    |
| Atalaya (Etapa 3)    |
| Antonia Santos       |
| Belisario Betancourt |
| Carlos Ramírez París |
| Cerro Pico           |
| Cúcuta 75            |
| Doña Nidia           |
| El Desierto          |
| El Dorado            |
| El Oasis             |
| El Progreso          |
| El Rodeo             |
| Juan Pablo Segundo   |
| Juana Rangel         |
| La Coralina          |
| La Victoria          |
| Los Almendros        |
| Minuto de Dios       |
| Nuevo Horizonte      |
| Niña Ceci            |
| Palmeras             |
| Sabana Grande        |

## Lugares de interés

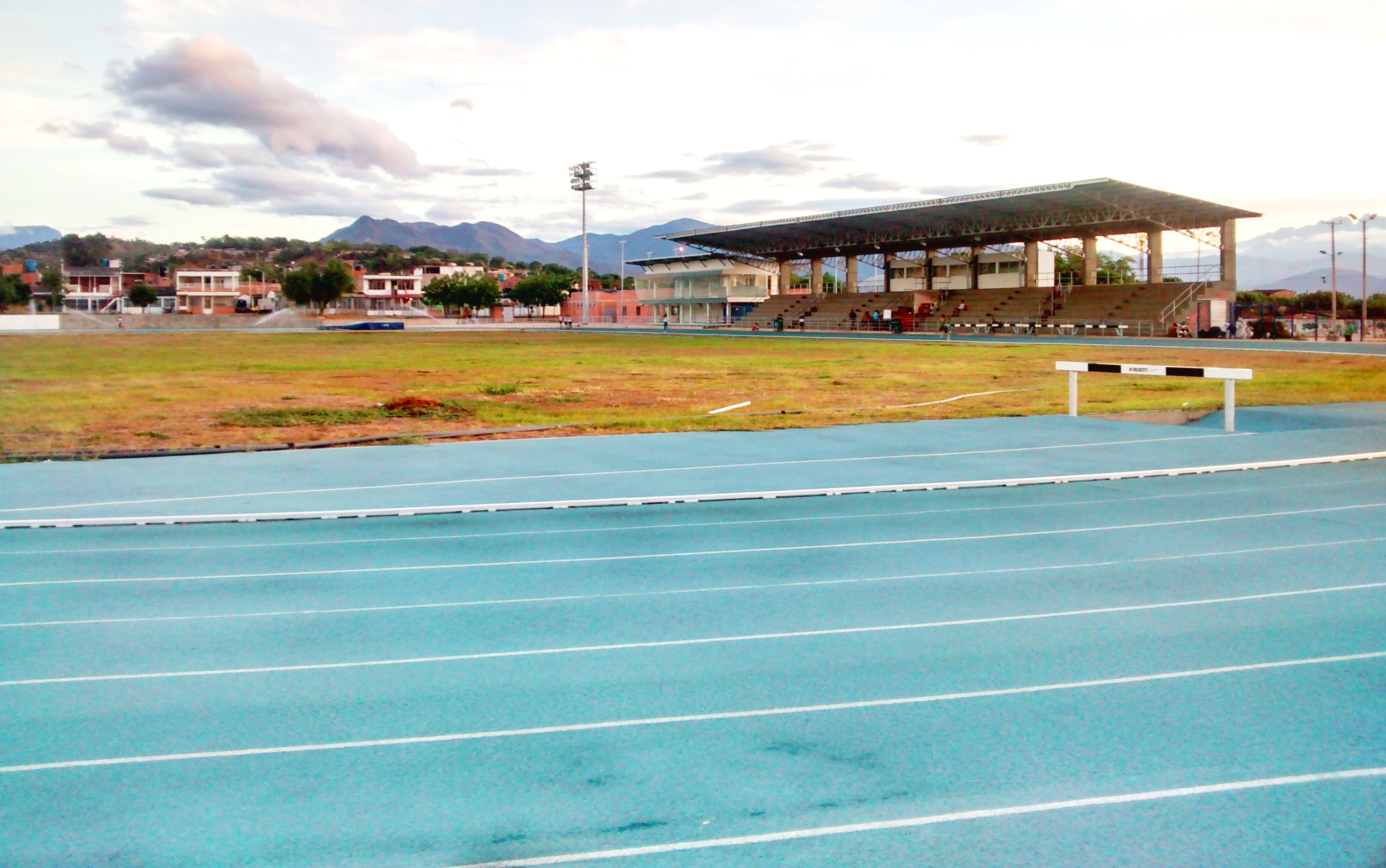
Estadio Municipal Juan Atalaya
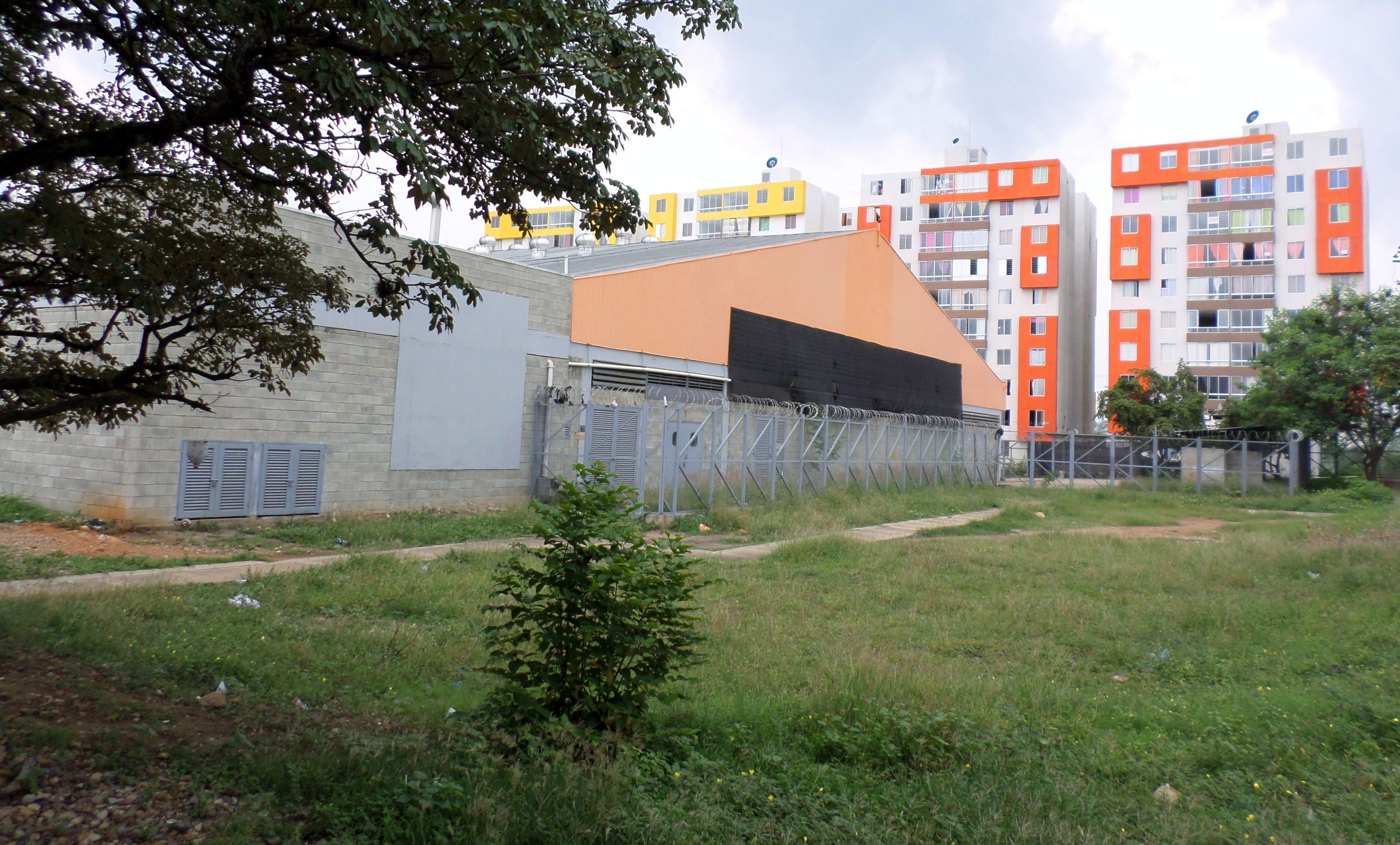
Antiguo IDEMA
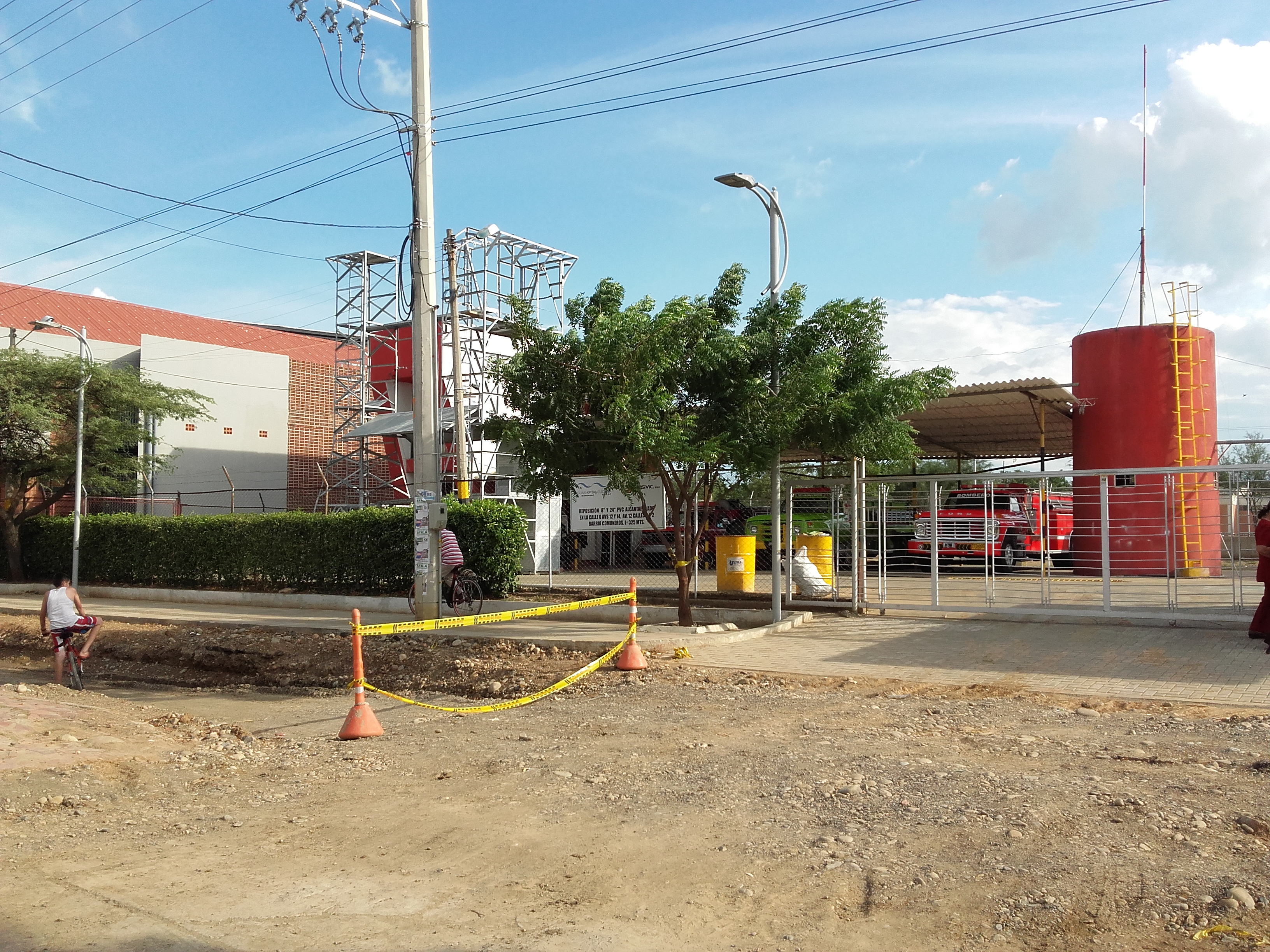
Estación de bomberos
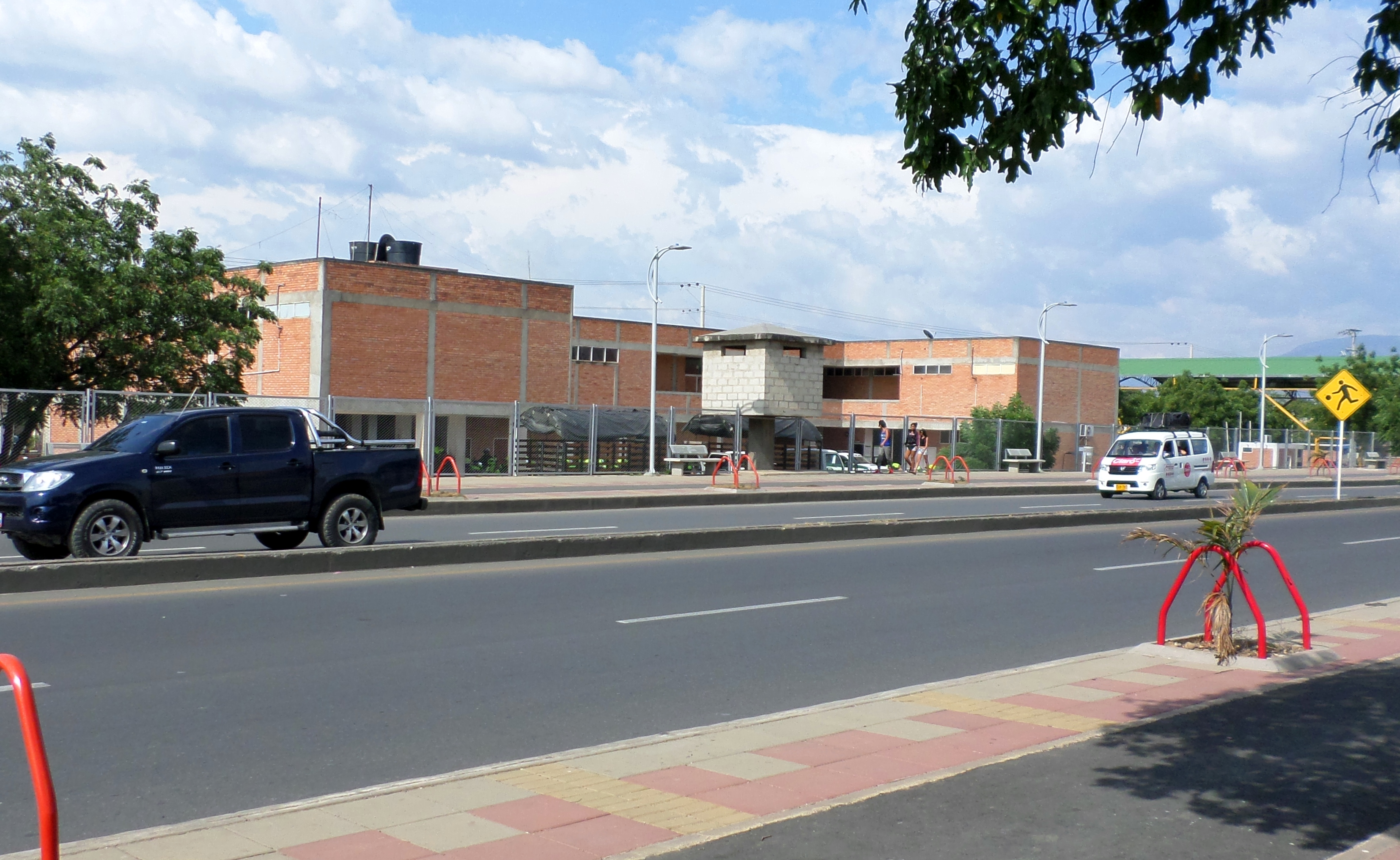
Estación de policía
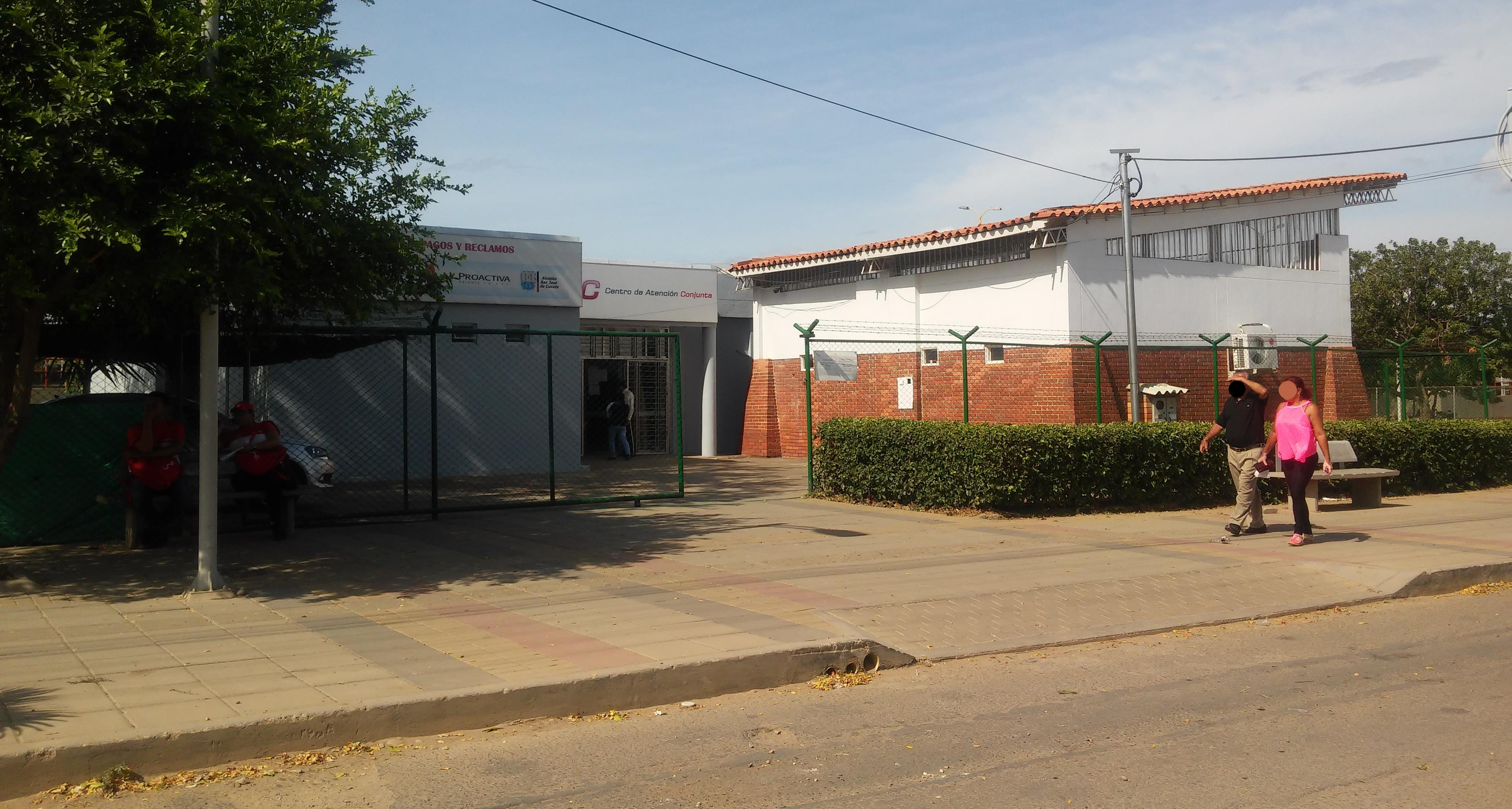
Atención conjunta
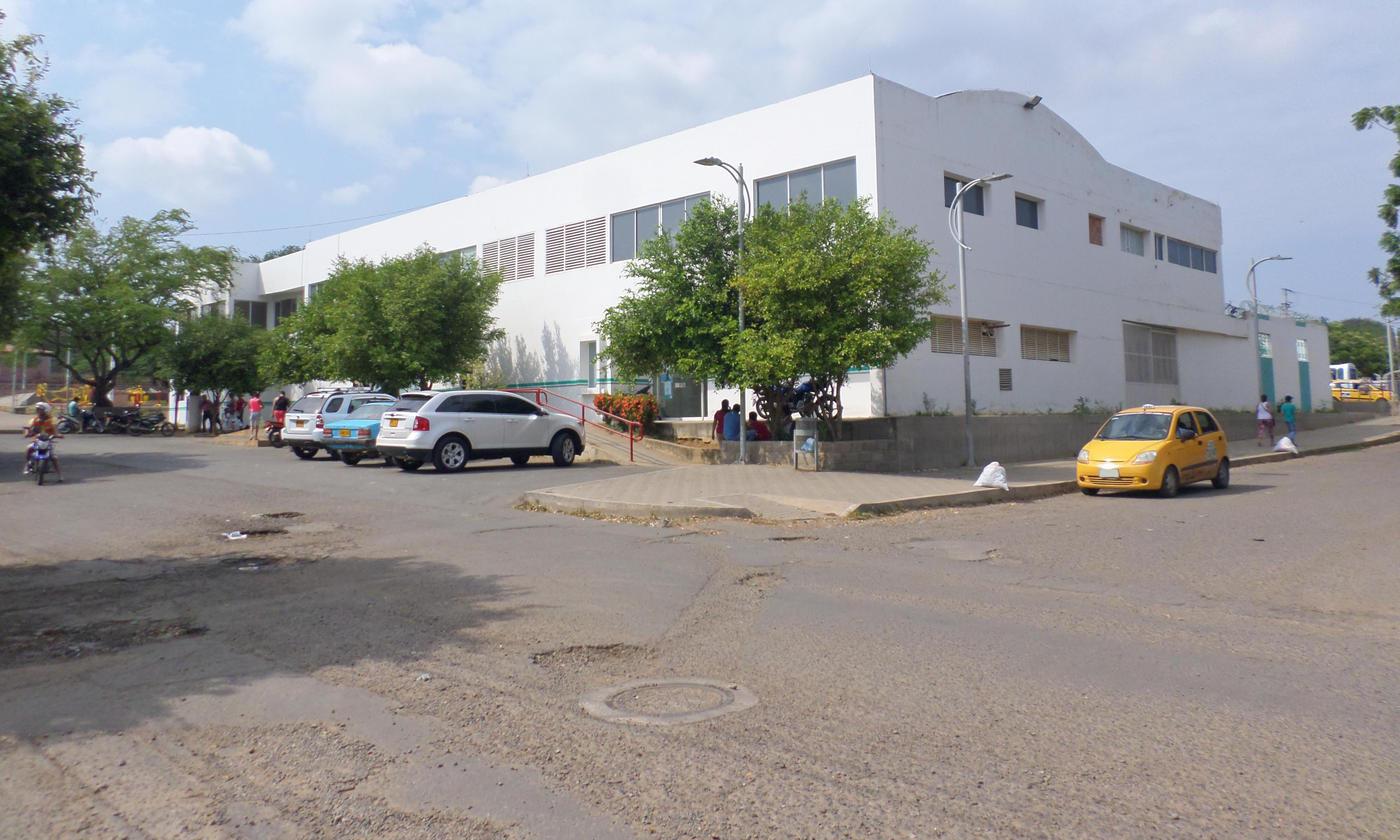
Policlínico Municipal
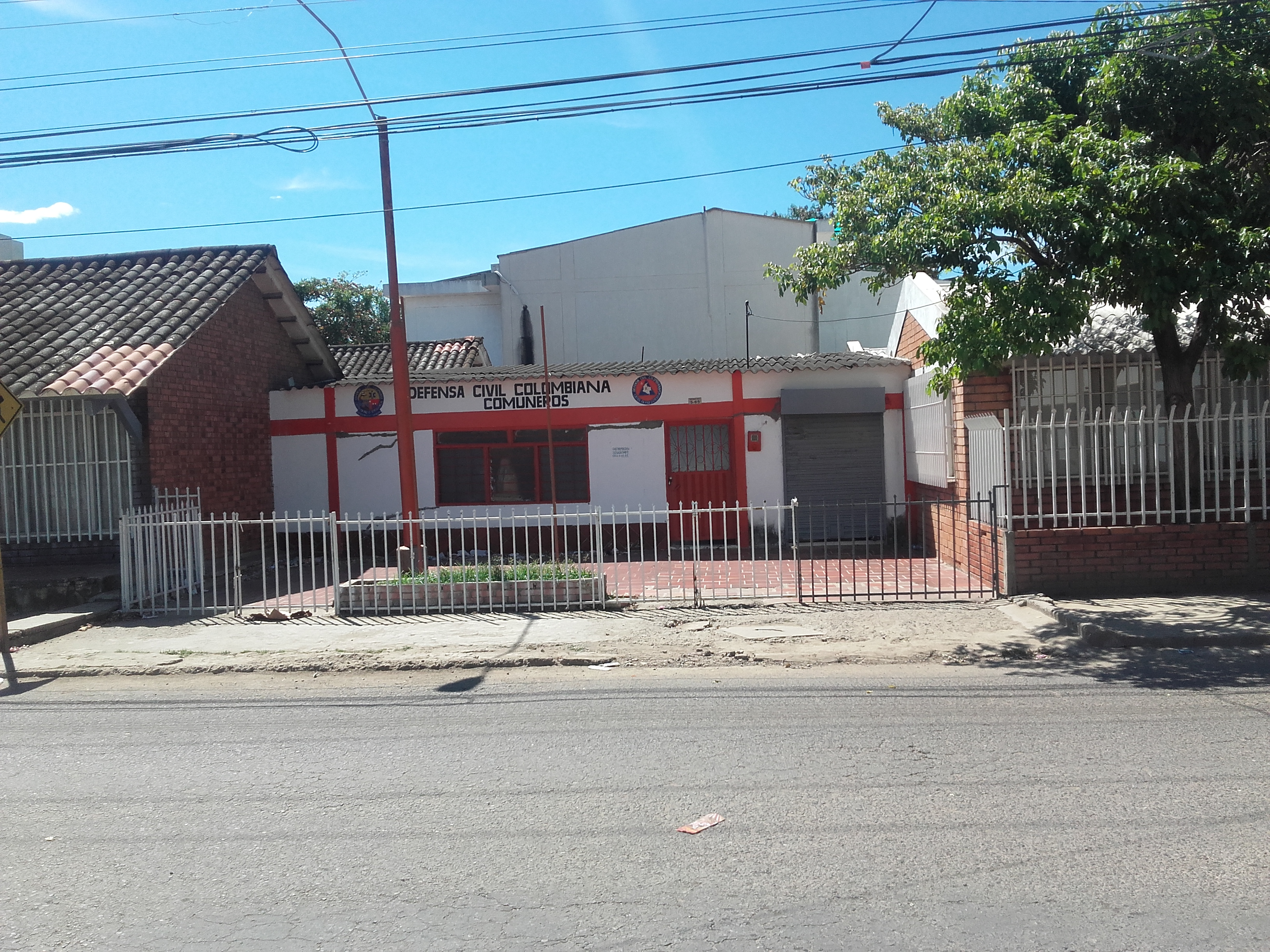
Defensa civil
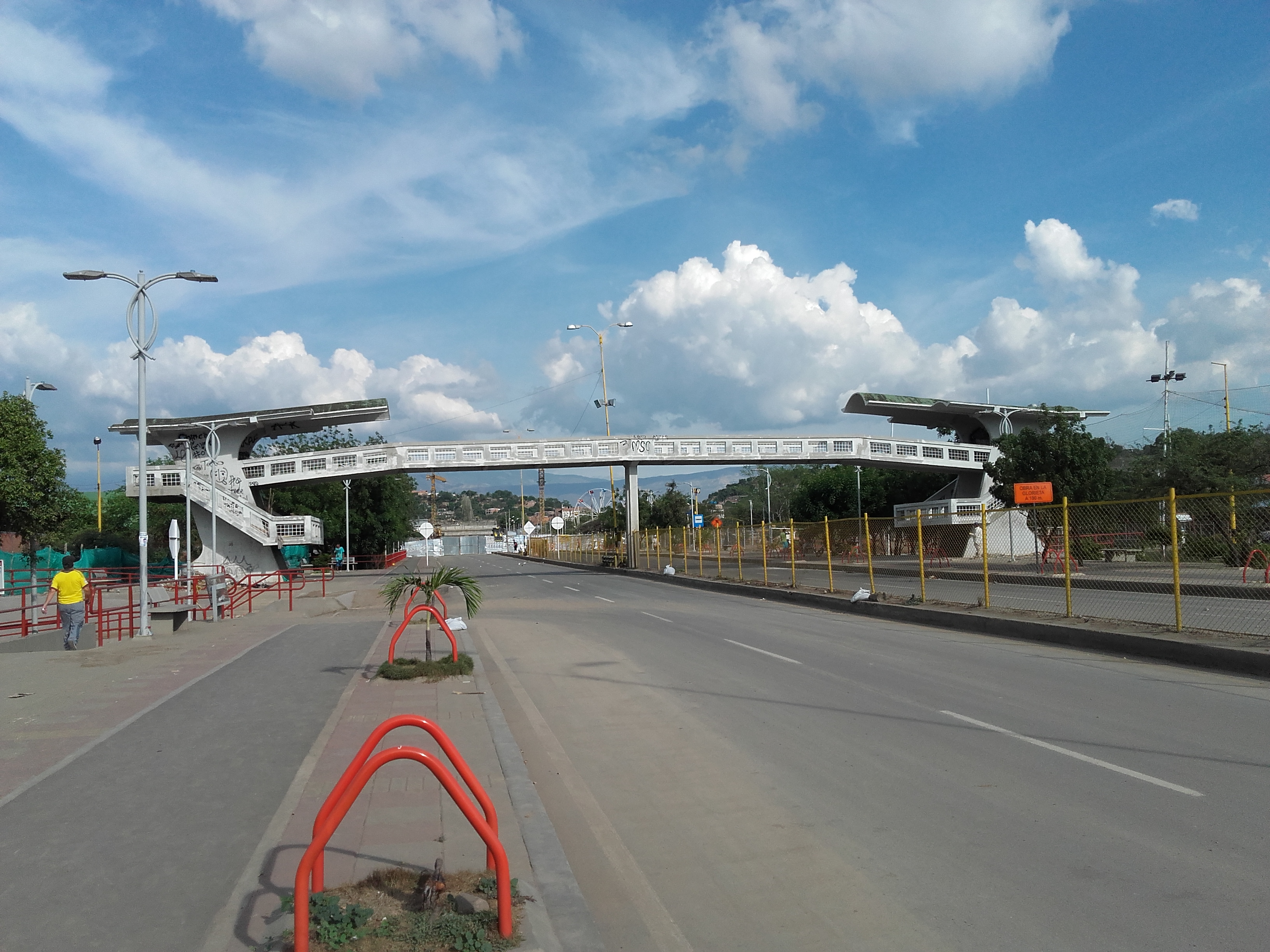
Autopista principal
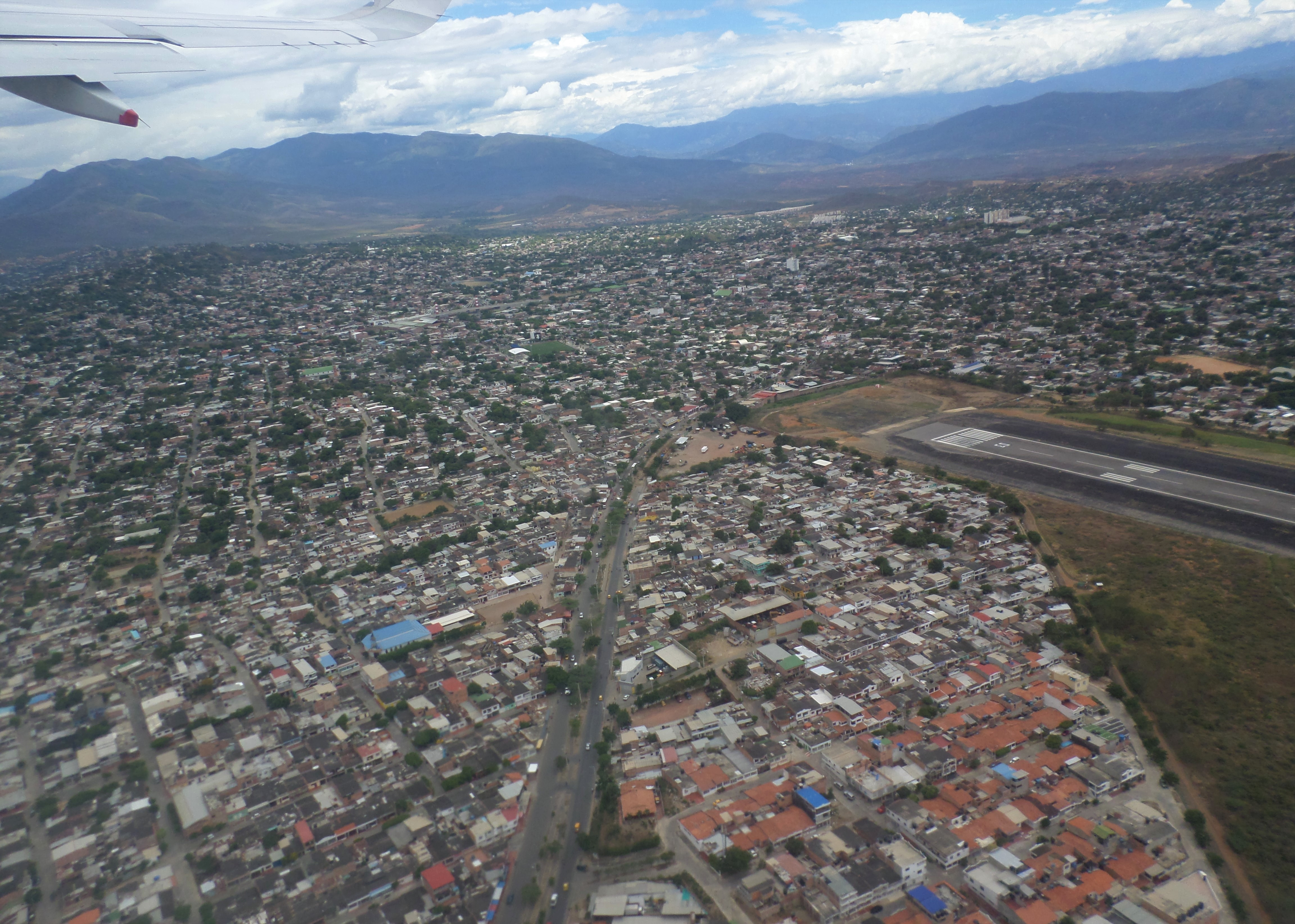
Vista aérea
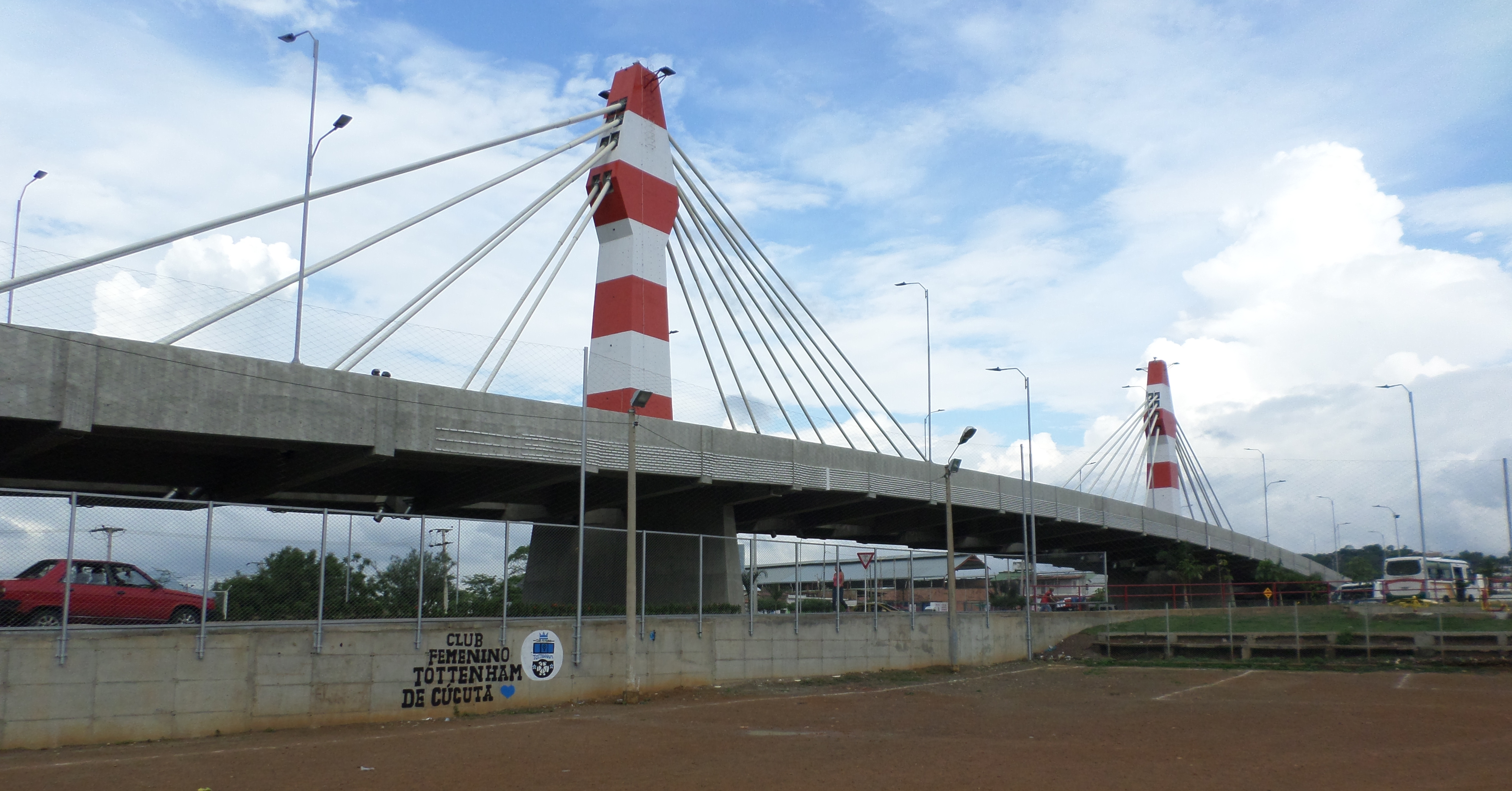
Puente Atalaya
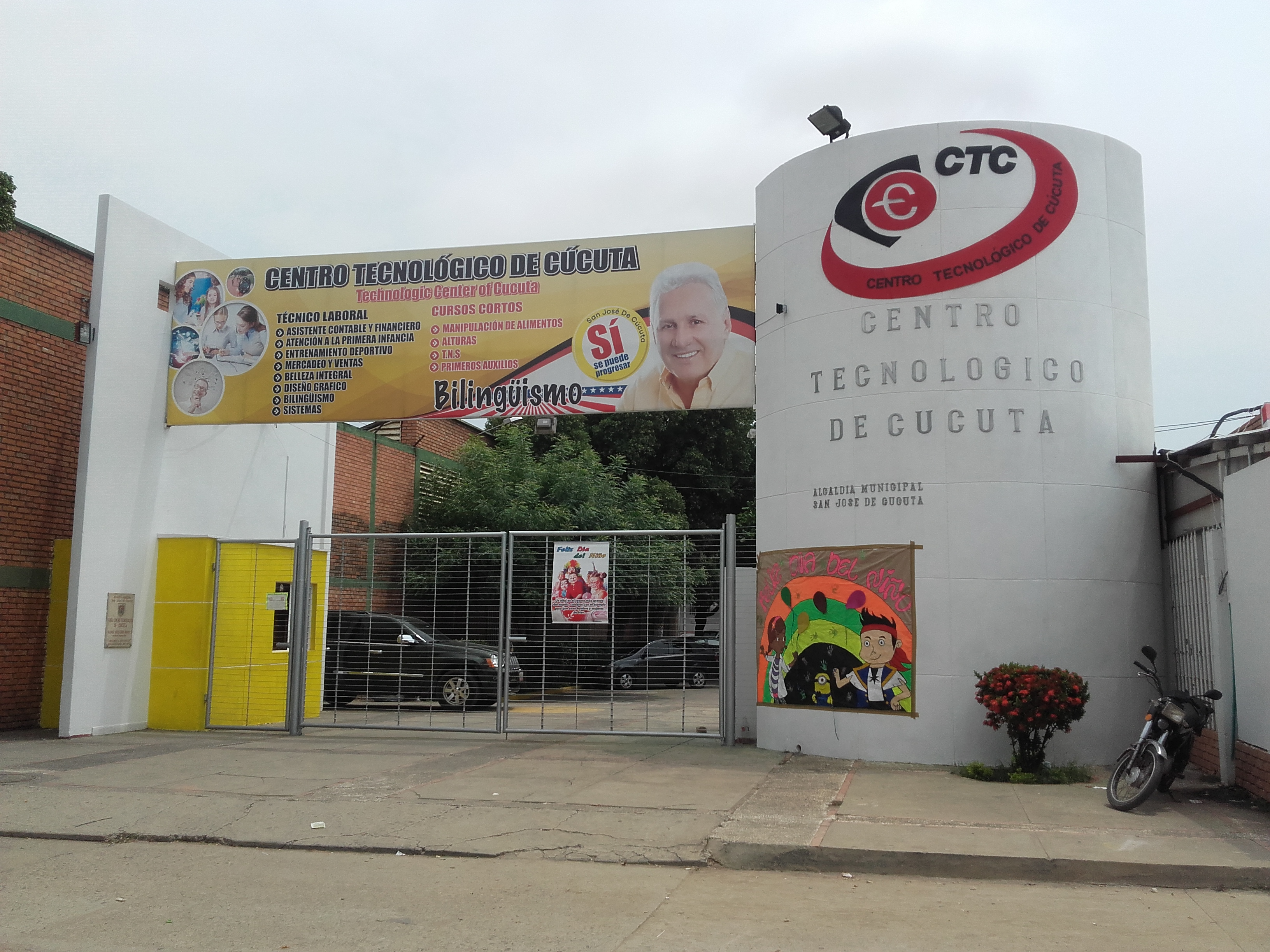
Centro tecnológico
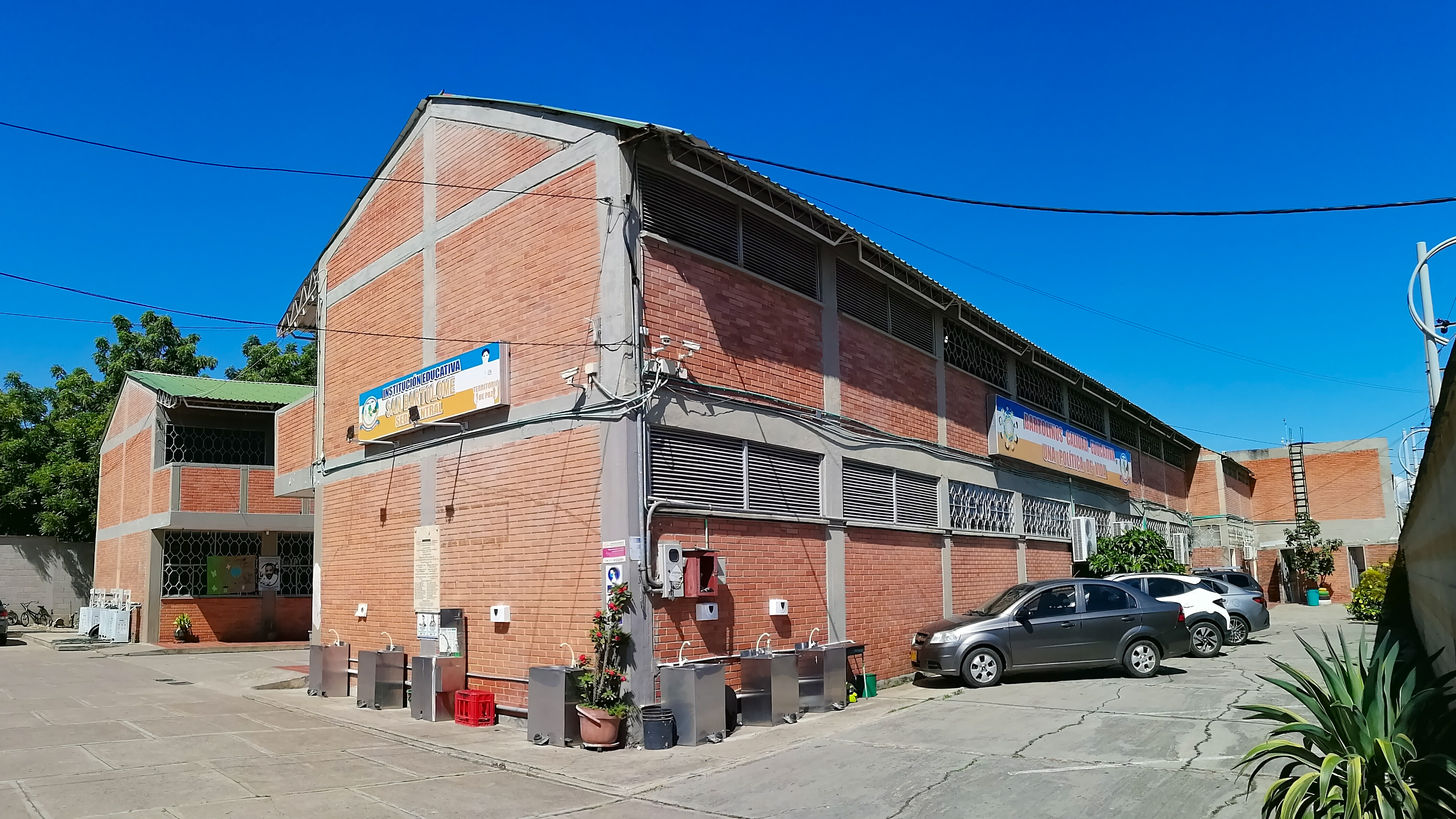
Colegio San Bartolomé
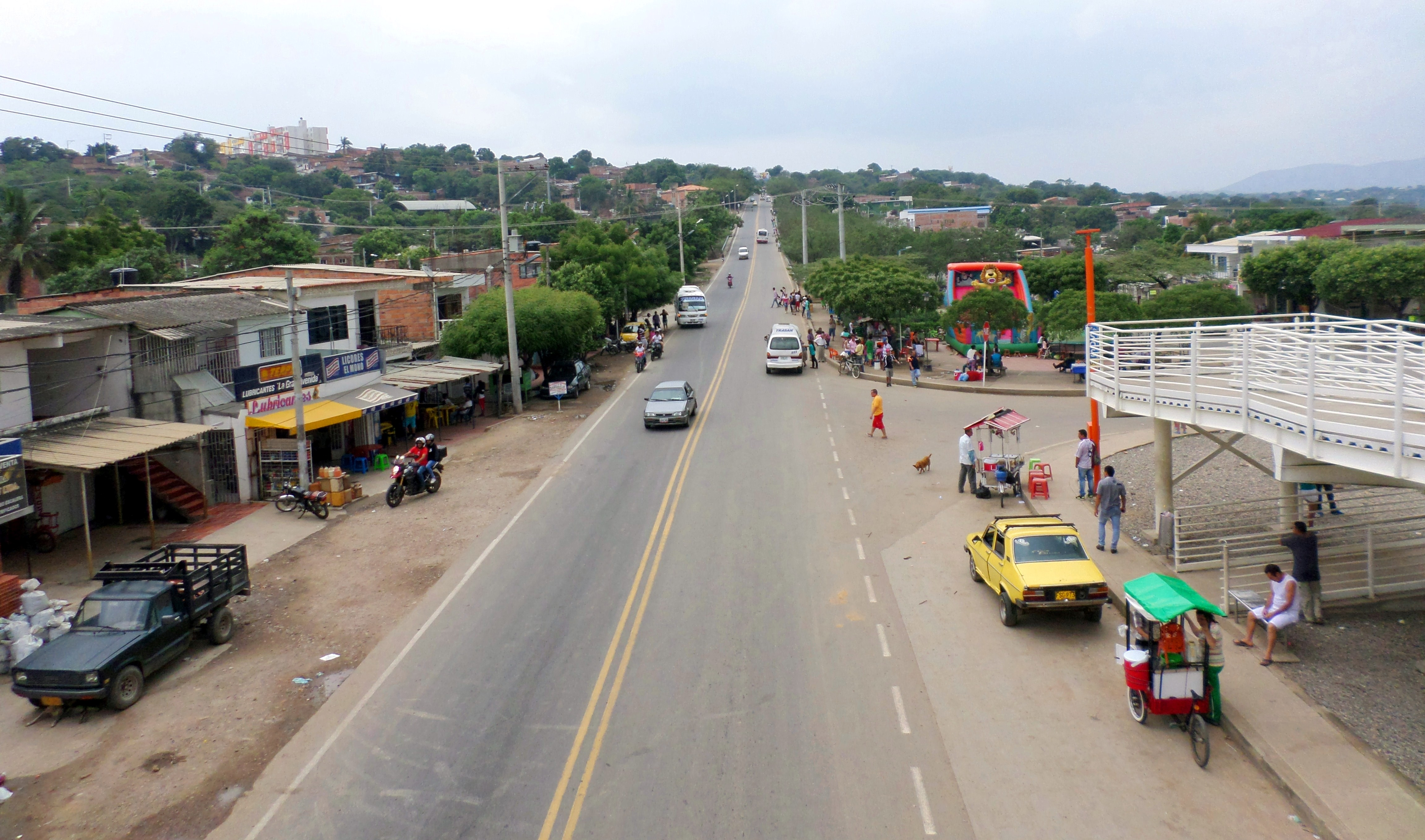
Vía a El Zulia
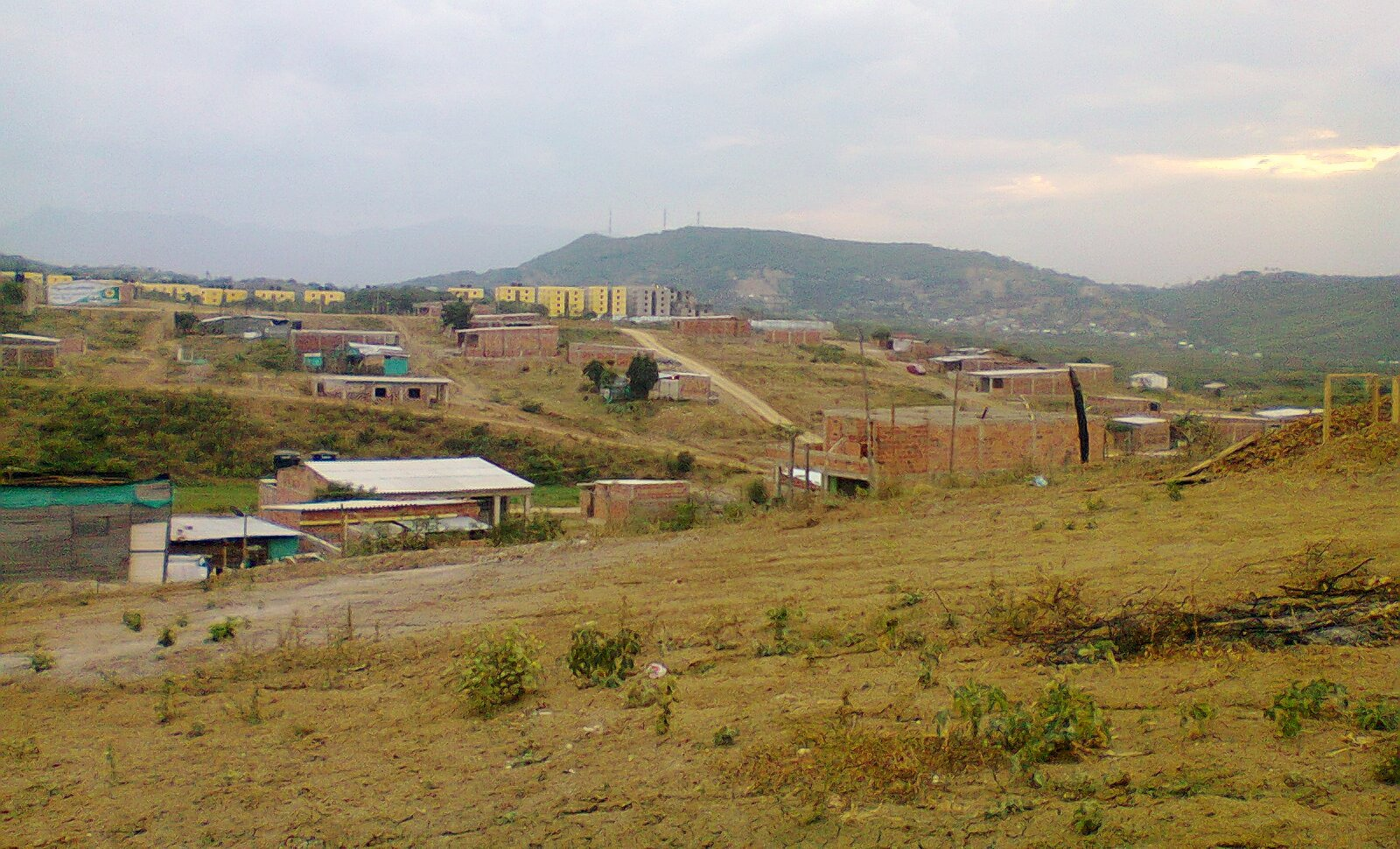
Barrios periféricos
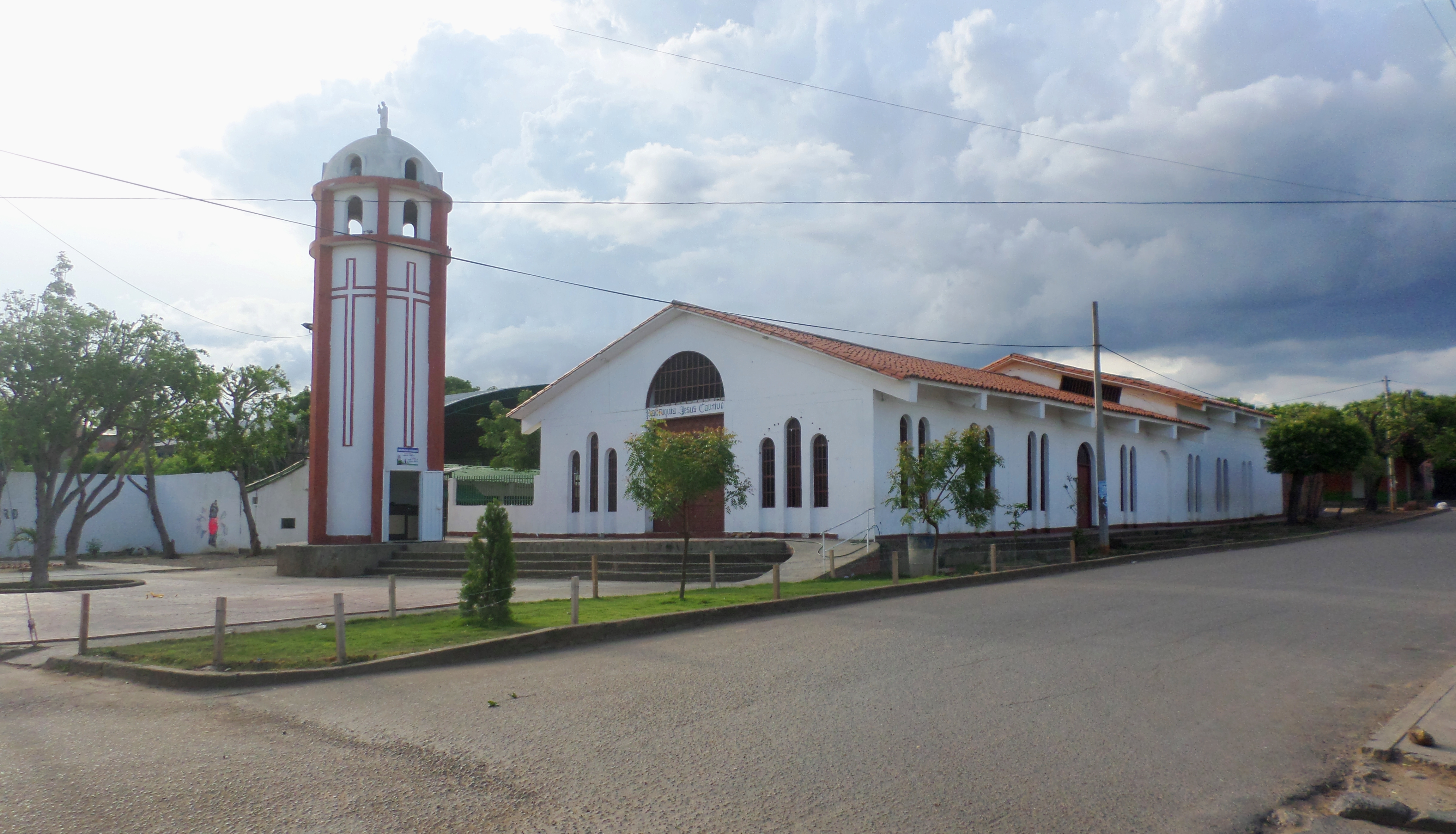
Parroquia La Hermita
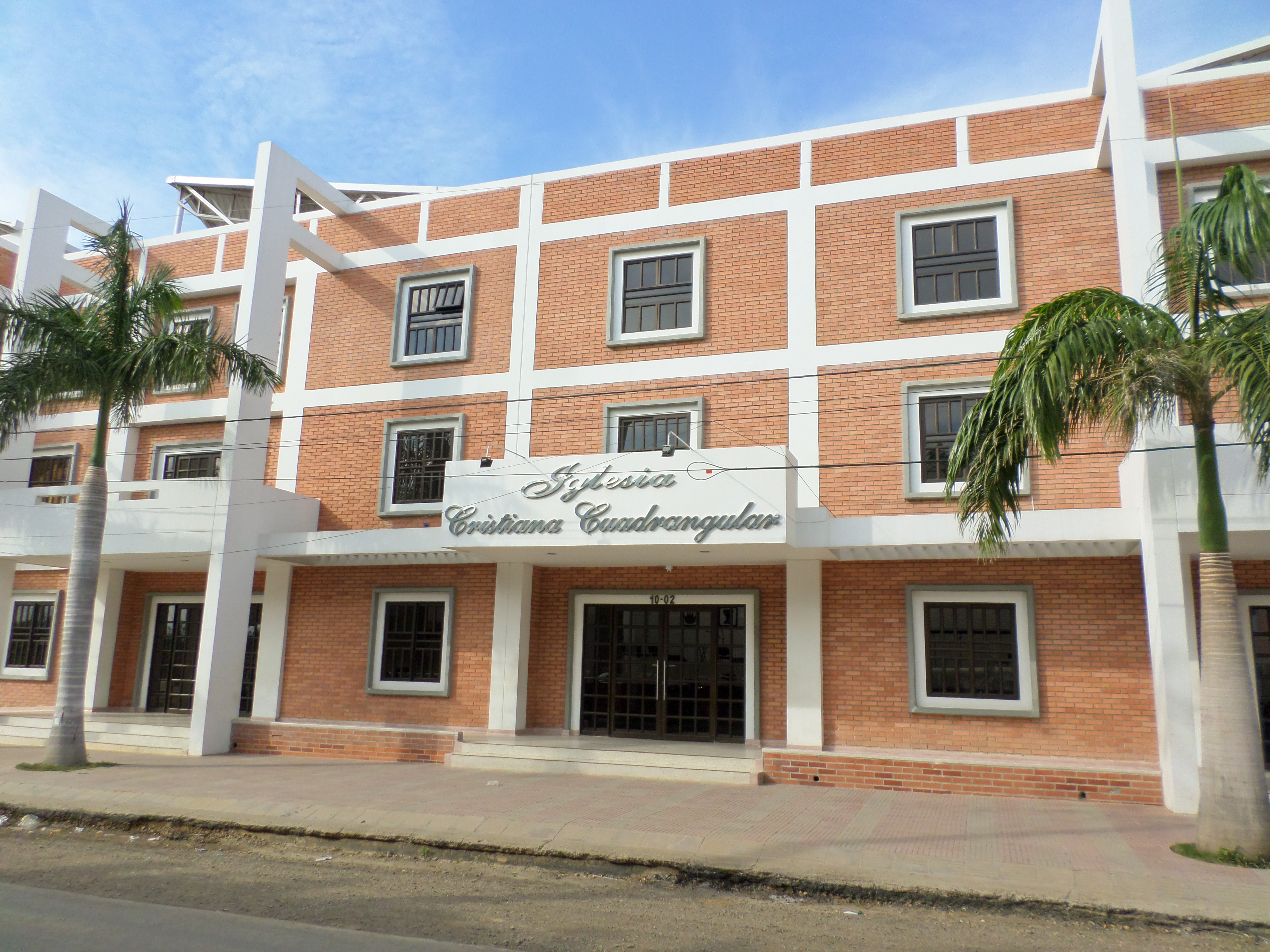
Iglesia Cuadrangular
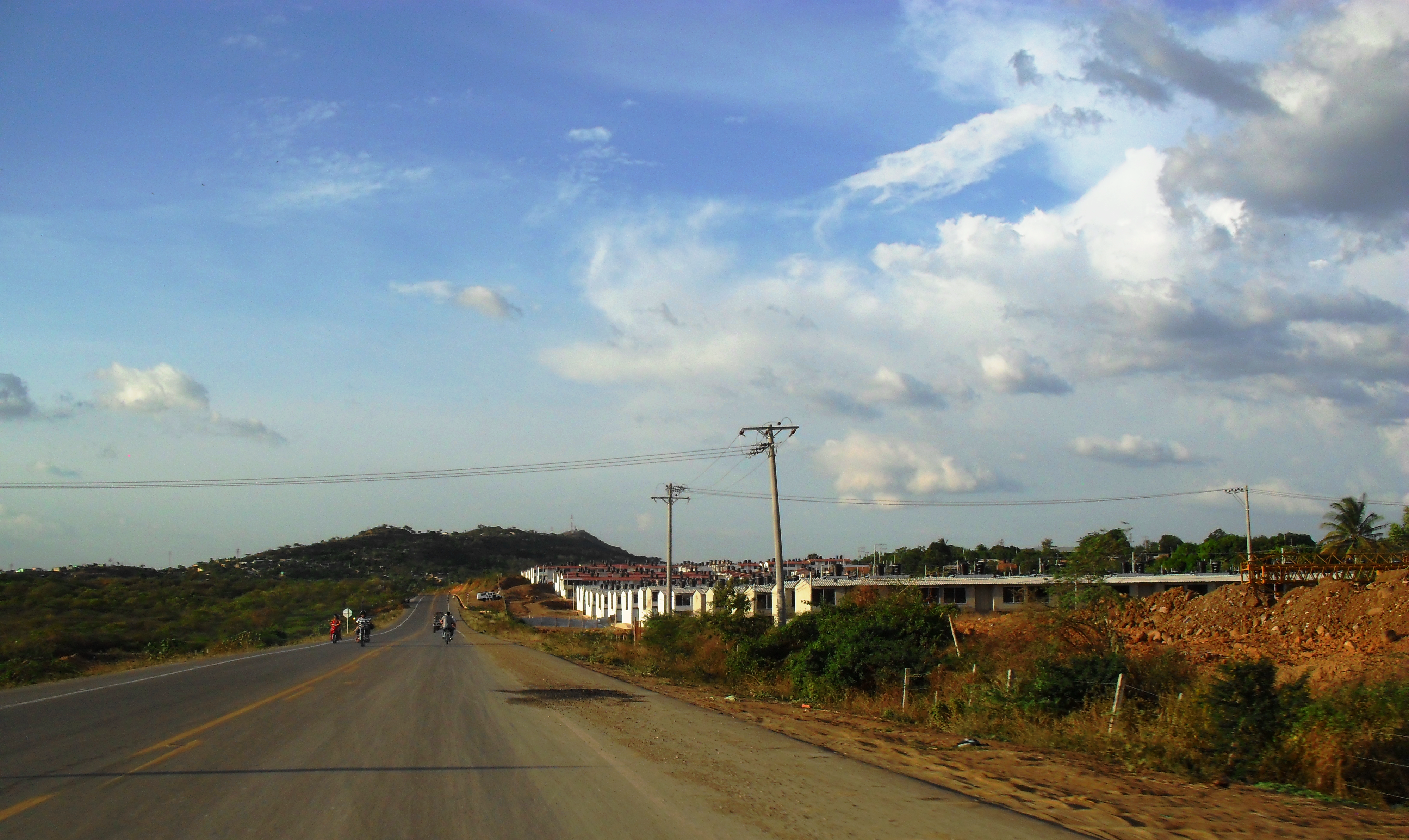
Límite occidente
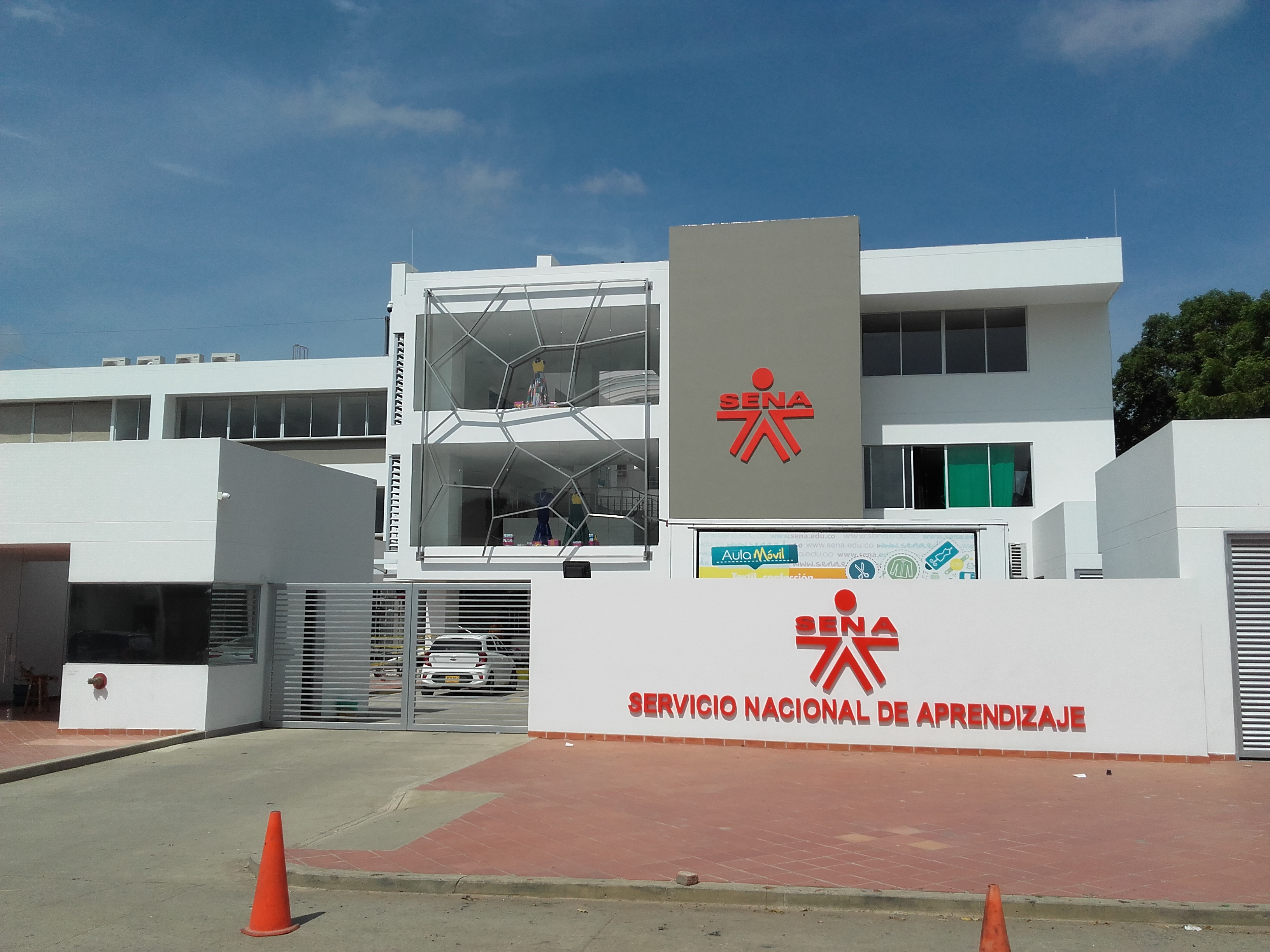
Sena Atalaya